# Главк Потнийский
«Главк Потнийский» (греч. Γλαῦκος Ποτνιεύς) — трагедия древнегреческого драматурга Эсхила, часть цикла, в который входили также пьесы «Финей», «Персы» и «Прометей-огневозжигатель». Была впервые поставлена на сцене в 472 году до н. э. Её текст почти полностью утрачен.

## Сюжет и судьба пьесы
Заглавный герой трагедии — персонаж коринфской мифологии Главк, владелец упряжки могучих кобылиц. Чтобы его кони быстрее бежали на состязаниях, Главк не допускал их до случки, и этим разгневал богиню любви Афродиту. На очередных скачках кобылы понесли, и Главк погиб.
В отличие от большинства своих пьес, «Главка Потнийского» Эсхил включил в состав тетралогии, не объединённой общей темой. В этот цикл входили ещё трагедии «Персы» о битве при Саламине и «Финей» на тему плавания аргонавтов, а также сатировская драма «Прометей-огневозжигатель». Премьера состоялась в 472 году до н. э., и тетралогия заняла на театральном состязании первое место.
Впоследствии текст «Главка Потнийского» был практически полностью утрачен. Сохранились только несколько фрагментов, относящихся к описанию гибели главного героя. В частности, кони «Влекли его, вздымая, разъярённые, // Как с волком волк, в загривок лани вгрызшися» (перевод Вячеслава Иванова).